# René Colas
René Colas, né le 26 juillet 1901 dans le 20e arrondissement de Paris et mort le 16 octobre 1984 à Mervent, est un directeur de la photographie français. 

## Biographie
Il est un véritable enfant de la balle, puisqu'il voit le jour alors que ses parents travaillent tous deux avec Georges Méliès. À l'adolescence, il débute comme projectionniste, puis franchit assez rapidement toutes les étapes : accessoiriste de plateau, assistant, opérateur et enfin chef-opérateur. La singularité de son talent lui a permis de connaître, dans un premier temps, un parcours cinématographique très riche et prestigieux avant de rejoindre, dès sa fondation, la Radiodiffusion-Télévision Française afin d'y œuvrer et innover dans tous les styles de programmes. C'est ainsi qu'il finira sa brillante carrière à l'ORTF, où - toujours féru de nouvelles techniques de l'image et des trucages - il fut notamment l'un des premiers soutiens de Jean-Christophe Averty. Tout au long de son activité, il aura une grande proximité avec bon nombre d'artistes et créateurs de son siècle. Il décida de passer une retraite paisible dans une petite bourgade verdoyante de Vendée où il mourut.

## Filmographie partielle
- 1926 : La Femme nue de Léonce Perret
- 1928 : Morgane la sirène de Léonce Perret
- 1928 : La Danseuse Orchidée de Léonce Perret
- 1928 : La Grande Passion d'André Hugon
- 1930 : L'Escale de Jean Gourguet
- 1930 : L'Arlésienne de Jacques de Baroncelli
- 1930 : Mon gosse de père de Jean de Limur
- 1930 : Lévy et Cie d'André Hugon
- 1930 : La Femme et le Rossignol d'André Hugon
- 1931 : Le Poignard malais de Roger Goupillières
- 1932 : Paris-Méditerranée de Joe May
- 1932 : Les Gaietés de l'escadron de Maurice Tourneur
- 1933 : Toto de Jacques Tourneur
- 1933 : Charlemagne de Pierre Colombier
- 1933 : Knock de Roger Goupillières et Louis Jouvet
- 1934 : On a volé un homme de Max Ophüls
- 1934 : Le Centenaire, court métrage de Pierre-Jean Ducis
- 1934 : Primerose de René Guissart
- 1934 : Prince de minuit de René Guissart
- 1935 : Les Sœurs Hortensias  de René Guissart
- 1935 : Jim la Houlette de André Berthomieu
- 1935 : Justin de Marseille de Maurice Tourneur
- 1935 : Crime et Châtiment de Pierre Chenal
- 1936 : Samson de Maurice Tourneur
- 1936 : Tout va très bien madame la marquise de Henry Wulschleger
- 1937 : Ces dames aux chapeaux verts de Maurice Cloche
- 1937 : À nous deux, madame la vie de René Guissart et Yves Mirande
- 1937 : Le Fraudeur de Léopold Simons
- 1938 : Gargousse de Henry Wulschleger
- 1938 : Le Cantinier de la coloniale de Henry Wulschleger
- 1938 : Sommes-nous défendus ? de Jean Loubignac (en collaboration avec  Hervé Missir, Charles Barrois, Gaston Chelle)
- 1941 : Volpone de Maurice Tourneur
- 1942 : Pension Jonas de Pierre Caron
- 1943 : La Chèvre d'or de René Barberis
- 1945 : Blondine d'Henri Mahé
- 1946 : Le Gardian de Jean de Marguenat
- 1946 : Madame et son flirt de Jean de Marguenat
- 1948 : Le Barbier de Séville de Jean Loubignac
- 1948 : Le voleur se porte bien de Jean Loubignac
- 1948 : La Femme que j'ai assassinée, de Jacques Daniel-Norman
- 1949 : Ma tante d'Honfleur de René Jayet
- 1949 : Jo la Romance de Gilles Grangier
- 1949 : Le Martyr de Bougival de Jean Loubignac
- 1950 : La Maison du printemps de Jacques Daroy
- 1950 : Le Gang des tractions-arrière de Jean Loubignac
- 1951 : Piédalu à Paris de Jean Loubignac
- 1952 : Foyer perdu de Jean Loubignac
- 1952 : Piédalu fait des miracles de Jean Loubignac
- 1953 : Des quintuplés au pensionnat de René Jayet
- 1954 : Piédalu député de Jean Loubignac
- 1954 : Ah ! les belles bacchantes de Jean Loubignac
- 1955 : Arthur Honegger, court métrage de Georges Rouquier
- 1956 : Coup dur chez les mous de Jean Loubignac
- 1957 : Du sang sous le chapiteau de Georges Péclet
- 1958 : Les Gaîtés de l'escadrille de Georges Péclet
- 1959 : Marche ou crève de Georges Lautner